# Zhaojue-Tempel

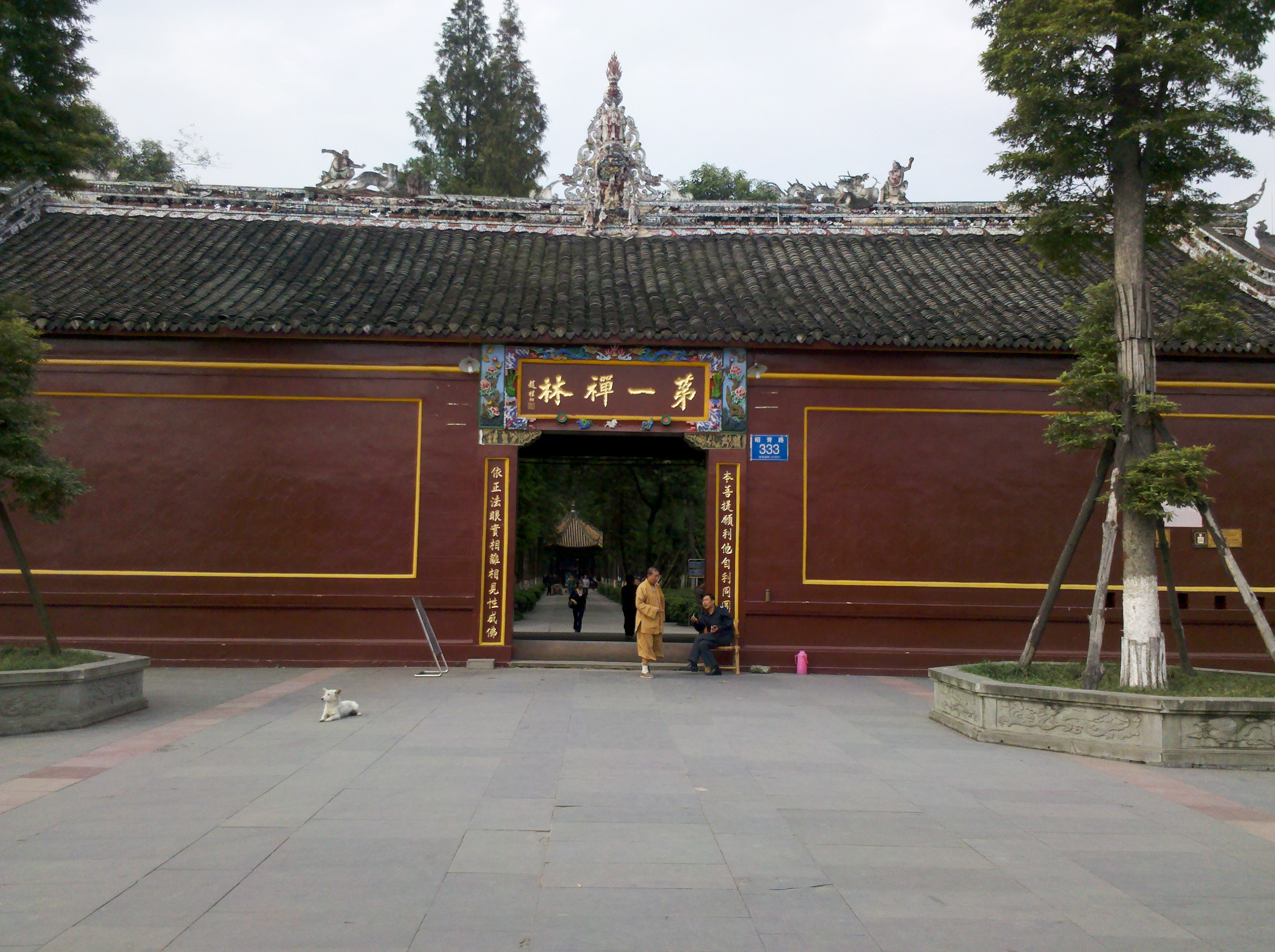

Der Zhaojue-Tempel (chinesisch 昭觉寺, Pinyin Zhaojue si, englisch Zhaojue Temple) in der Gemeinde Qinglong 青龙乡 des Stadtbezirks Chenghua von Chengdu in der südwestchinesischen Provinz Sichuan stammt aus der Zeit der Tang-Dynastie. Im Lauf der Geschichte hatte er mehrere Namen. Die heutigen Gebäude stammen größtenteils aus der Zeit der Qing-Dynastie. Er ist ein Nationaler Schwerpunkttempel des Buddhismus in han-chinesischen Gebieten.